# Maroš Kramár
Maroš Kramár (* 26. dubna 1959 Bratislava) je slovenský herec, moderátor, bavič a podnikatel. Je synem slovenského herce Jána Kramára. Jeho dědeček Ján Klimo byl také herec.
V roce 1978 úspěšně ukončil studium herectví na Státní konzervatoři v Brně. Rok působil v divadle v Brně a poté v Divadle Andreje Bagara v Nitře (1979–1985). Od roku 1985 je členem Činohry Slovenského národního divadla v Bratislavě. V divadle a televizi účinkoval už jako chlapec. Vytvořil hlavní postavu v televizí inscenaci Ivko a jeho mať (1971). Dále hrál epizodní postavy v různých seriálech a televizních filmech.
Získal různá televizní ocenění (v roce 2005 ocenění absolutní OTO = Osobnost televizní obrazovky). V poslední době účinkuje hlavně v českých a slovenských televizních seriálech, kde vytváří různé epizodní postavy. Například na Slovensku účinkoval v seriálu Medzi nami, který se velké sledovanosti nedočkal, Ordinácia v rúžovej záhrade je na tom lépe. V Česku účinkoval v seriálu Letiště.
Kromě televizní a filmové tvorby je možné Maroše Kramára vidět v pravidelném zábavném pořadu Zázraky přírody, který již od roku 2009 vysílá Česká televize. Zde působí jako moderátor, který diváky provází celým pořadem. Hovoří přitom česky. Úspěšně mu sekunduje Vladimír Kořen, který na sebe bere občas roli dobrovolníka v různých pokusech.
Po vzoru Prahy a úspěchu jejich malých divadel si v Bratislavě s kamarádem pronajali bývalé divadlo West. Společné divadlo pojmenovali Ateliér Babylon. Bohužel společný byznys se nepovedl, po relativně krátké době Maroš Kramár z firmy odešel a ukončil společné podnikání. V podnikání se nejednalo o jeho první neúspěch, dalším nevydařeným počinem byla spoluúčast na provozování luxusního podniku – restaurace Malecon.
Do roku 2019 byl ženatý s bývalou manželkou Natašou, ta je právnička. Spolu mají tři děti – Tamaru, Timura a Marka.
V roce 2024 se stal čtyřnásobným otcem poté, co se jeho partnerce Ině Oravcové, se kterou žije 5 let, narodila dcera Rija. Půl roku předtím se stal dědečkem.

## Filmografie
- 1972 Ďaleko je do neba (Samko)
- 1973 Pověst o stříbrné jedli (Ondra)
- 1976 Náš dědek Josef (Borek)
- 1978 Leť ptáku, leť! (dřevorubec)
- 1980 Děti zítřků (Štefan)
- 1982 Za humny je drak (princ Marián)
- 1983 Výlet do mladosti (Tomi)
- 1984 Lampáš malého plavčíka (Rudo)
- 1985 Iná láska (medik Peter Hradil)
- 1986 Alžbetin dvor (Filip Fabici)
- 1987 Jemné umění obrany (režisér Slávek Havel)
- 1987 Víkend za milión (Ičo Daník)
- 1989 Tobogan (otec Dostál)
- 1992 Trhala fialky dynamitem
- 1993 Fontána pre Zuzanu 2 (Rony Buchamer)
- 1994 Na krásnom modrom Dunaji (Maroš)
- 1996 Suzanne (Deny)
- 2001 Královský slib (král)
- 2006 Maharal – Tajemství talismanu (Martin Šimko)
- 2006 Milionár
- 2013 Ordinace v růžové zahradě 2 (Rišo Varga)
- 2014 Princezna a písař (Dietrich)
- 2017 Únos (Vladimír Mečiar)
- 2019 Princezna a půl království
- 2020 Slunečná (bohatý otec Jana Linharta ml.)
- 2020 Zlatá maska
- 2021 Lajna
- 2023 Na vlnách Jadranu
- 2023 Duch
- 2023 Dunaj, k vašim službám
- 2024 Mama na prenájom
- 2025 Bora (Mixtaj)
- 2025 Cukrkandl (Druml)

## Seznam písní (výběr)
- poz. – píseň – (hudba/text)

- Amsterdam – (Robo Opatovský / Zoro Laurinc)
- Dokola – (Robo Opatovský / Zoro Laurinc)
- Ktovie – (Robo Opatovský / Zoro Laurinc)
- Lážo plážo – (Robo Opatovský / Zoro Laurinc)
- Ľúbim ťa – (S. Ward, Vito Pallavicini / Ľuboš Zeman) – (remake písničky Michala Dočolomanského)
- Menší neberie – (Robo Opatovský / Zoro Laurinc)
- Mlčíš – (Robo Opatovský / Zoro Laurinc)
- Nedeľný koláč od mamy – (Robo Opatovský / Zoro Laurinc)
- Nech to má grády (Dobré rady z promenády) Maroš Kramár a Robo Opatovský – (Robo Opatovský / Zoro Laurinc)
- Spinkaj – (Robo Opatovský / Zoro Laurinc)
- Tango negro – (Robo Opatovský / Zoro Laurinc)
- Zázraky mi sprav – (Robo Opatovský / Zoro Laurinc)

## Diskografie, kompilace (výběr)
- 2007 Vtáčí kráľ, Traja zhavranení bratia – A.L.I. – MC, CD (v pohádce Traja zhavranení bratia – účinkují: Vypravěč Štefan Kvietik, Anička: Petra Kolevská, Jakub /dítě/: Michal Domonkoš, Jakub: Miroslav Trnavský, Juraj/dítě/: Ondrík Kaprálik, Juraj: Martin Kaprálik, Janko/dítě/: Felix Dacej, Janko: Jozef Domonkoš, Mamka: Viera Richterová, Otec: Ján Kramár, Král: Maroš Kramár, Jolana: Ina Gogálová, Vědma: Eva Rysová, Komorník: Ján Kramár
- 2007 Veľkí herci spievajú deťom – Kniha s CD, Enigma, ISBN 978-80-969830-0-1 (na CD zpívají: Milan Lasica, Maroš Kramár, Marián Labuda ml., Boris Farkaš, Zuzana Kronerová, Ondrej Kovaľ, Zuzana Tlučková, Soňa Norisová, František Kovár, Helena Krajčiová)
- 2008 Lážo plážo – Záverečná s.r.o. (vydavatel)